# Peter Oberlehner

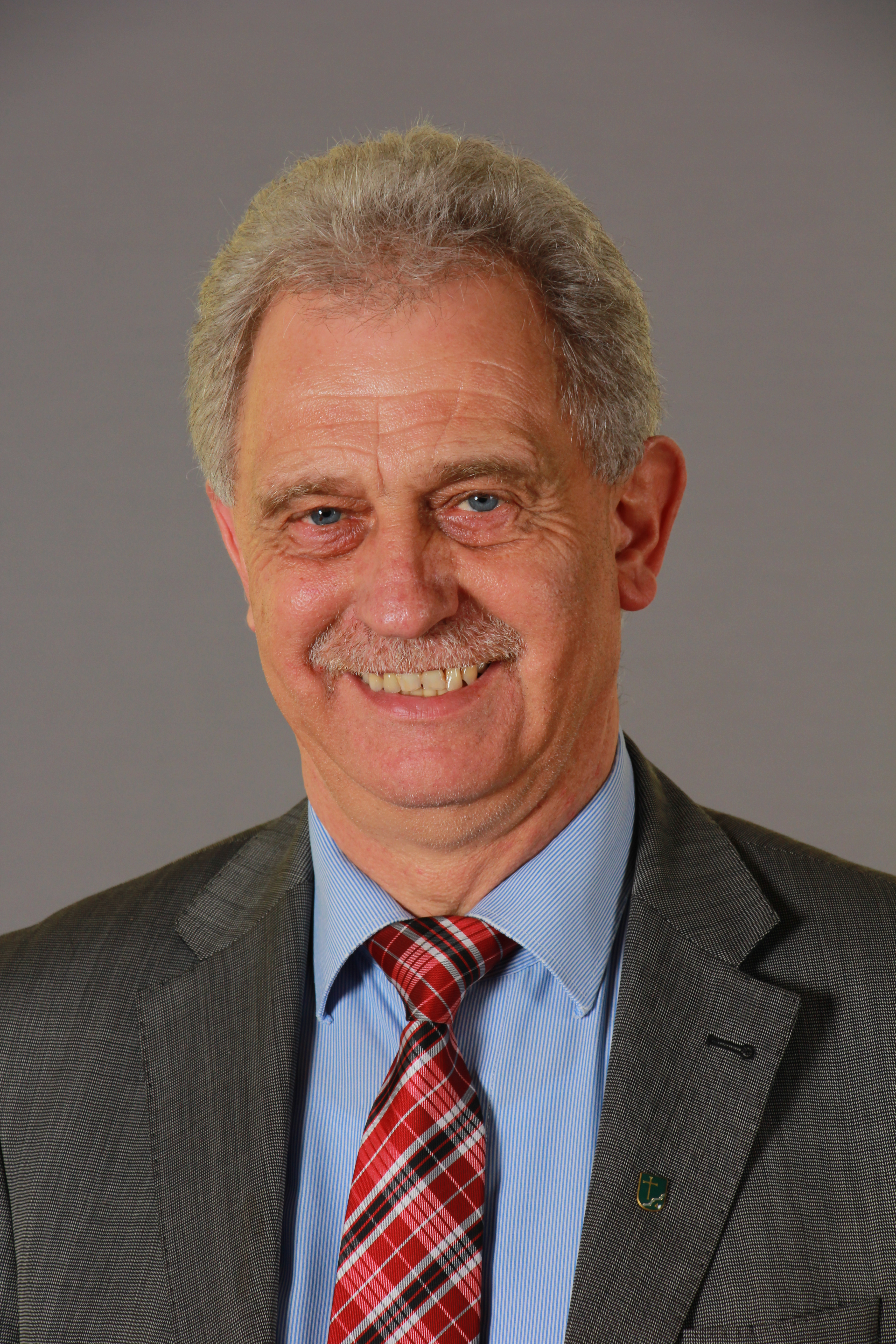
Peter Oberlehner (2017)

Peter Oberlehner (* 29. Juni 1960 in Grieskirchen, Oberösterreich) ist ein österreichischer Politiker (ÖVP). Er ist seit 1997 Bürgermeister der Gemeinde Pötting im Bezirk Grieskirchen in Oberösterreich. Von Dezember 2013 bis September 2018 war er Mitglied im Bundesrat, seit September 2018 ist Oberlehner Abgeordneter zum Oberösterreichischen Landtag.

## Leben
Peter Oberlehner besuchte die Volksschule in Pötting und das Bischöfliche Gymnasium Petrinum in Linz, an welchem er im Jahr 1979 die Matura ablegte.
Parallel zu seiner späteren politischen Karriere war Oberlehner auch sportlich aktiv. So spielte er Faustball und kam so auch in der Österreichischen Faustballnationalmannschaft zum Einsatz. 1984 war er so Teil des Teams, welches den Europameister-Titel nach Österreich holte. Weiters wurde er 1991 Vizeeuropameister sowie in den Jahren 1990 und 1992 Vizeweltmeister. Auch wurde Oberlehner sechsmal österreichischer Staatsmeister in Faustball. 2012 wurde er zum Vizepräsidenten des österreichischen Faustballbundes gewählt.
Nach seinem Präsenzdienst fand Oberlehner 1982 Arbeit in der Personalabteilung im Amt der Oberösterreichischen Landesregierung, wo er Obmannstellvertreter der Zentralpersonalvertretung ist. 1984 gründete er mit anderen die Junge Volkspartei (JVP) in Pötting. Nur ein Jahr später zog er als 25-Jähriger in den Gemeinderat ein. Nachdem er 1992 die Leitung der ÖVP in Pötting übernommen hatte, folgte 1997 die Wahl Oberlehners zum Bürgermeister der Gemeinde Pötting.
Im März 2013 übernahm Oberlehner die Leitung der ÖVP im Bezirk Grieskirchen, und im Dezember wurde er in Wien als Mitglied des Bundesrats vereidigt.
Seit 2010 ist er Vizepräsident des oberösterreichischen Gemeindebundes und seit 2006 Vorsitzender der Bundesvertretung Landesverwaltung der Gewerkschaft Öffentlicher Dienst.
Im September 2018 wurde er als Nachfolger von Walter Aichinger als Abgeordneter zum Oberösterreichischen Landtag angelobt. Im Bundesrat folgte ihm Anton Froschauer nach.
Oberlehner ist seit 1982 verheiratet und Vater von drei Kindern, zwei Söhnen und einer Tochter.